# 中華電信色情守門員
中華電信色情守門員（英語：Internet Porno Gatekeeper）是中華電信所提供的網路黑名單過濾服務，過濾有關色情、暴力、自殺、毒品、武器、賭博等六種未成年人不宜的網站。另外，如果有使用色情守門員，使用Google搜尋引擎時，安全搜尋將強制無法關閉，大量的搜尋結果被過濾。

## 服務對象
申請對象限制於HiNet的ADSL(非固定制)、FTTB(經濟型)，並非從用戶端進行過濾，是在機房裡對送來封包進行過濾。

## 功能
於2008年推出，採用多種方式阻隔兒少不宜之相關內容的網頁、社群媒體，2024年8月14日擴增影音串流、購物網站、遊戲平台、網路論壇、線上漫畫之自訂類別可攔阻的內容，黑名單資料庫每兩小時更新一次，以便阻擋每日所增加的不良網頁。另外，也採用關鍵字過濾，將相關的字眼一律隔離。
提供寬頻版的「HiNet色情守門員」服務，以及行動網路提供行動版的「色情守門員行動版」。根據2016年色情守門員行動版攔阻成效統計，2016年攔阻不良網站次數高達256萬次，成功阻攔次數較2015年同期成長1100%。2024上半年平均每月攔阻超過2.5億次有害連線。

## 申請與終止
至各中華電信服務據點臨櫃辦理或撥打客服專線0800-080-123，申請或終止服務，客服人員處理完畢後，客戶端將網路連線中斷後再重新連線即完成。

## 相關爭議
中華電信官方宣稱色情守門員防範色情網站成效已盡完善，但是由於該系統的過濾機制其實並非妥善，且缺乏公正、專業之人員進行內容審核，因此造成許多非色情網站被過濾，除了對網站站長是一個傷害以外，對於網站本身更是被汙名化。也因為如此，曾有部分網友會同立法委員呼籲中華電信出面說明其過濾機制，但中華電信方面仍未就過濾機制本身做詳細解釋。

## 外部連結
- 官方網站（繁體中文）（页面存档备份，存于）
- 攔截時所出現的頁面 （繁體中文）（页面存档备份，存于）